# 菅江真澄

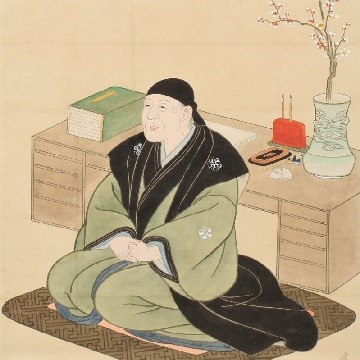
菅江真澄像

菅江 真澄（すがえ ますみ、宝暦4年〈1754年〉 - 文政12年7月19日〈1829年8月18日〉）は、江戸時代後期の旅行家、本草学者。本名は白井秀雄（幼名は英二）、知之・秀超などとも名乗った。文化年間半ば頃から菅江真澄（真栖・真隅とも）を名乗った。墓碑銘（下記参照）から宝暦3年生年説もある。

## 生涯・人物

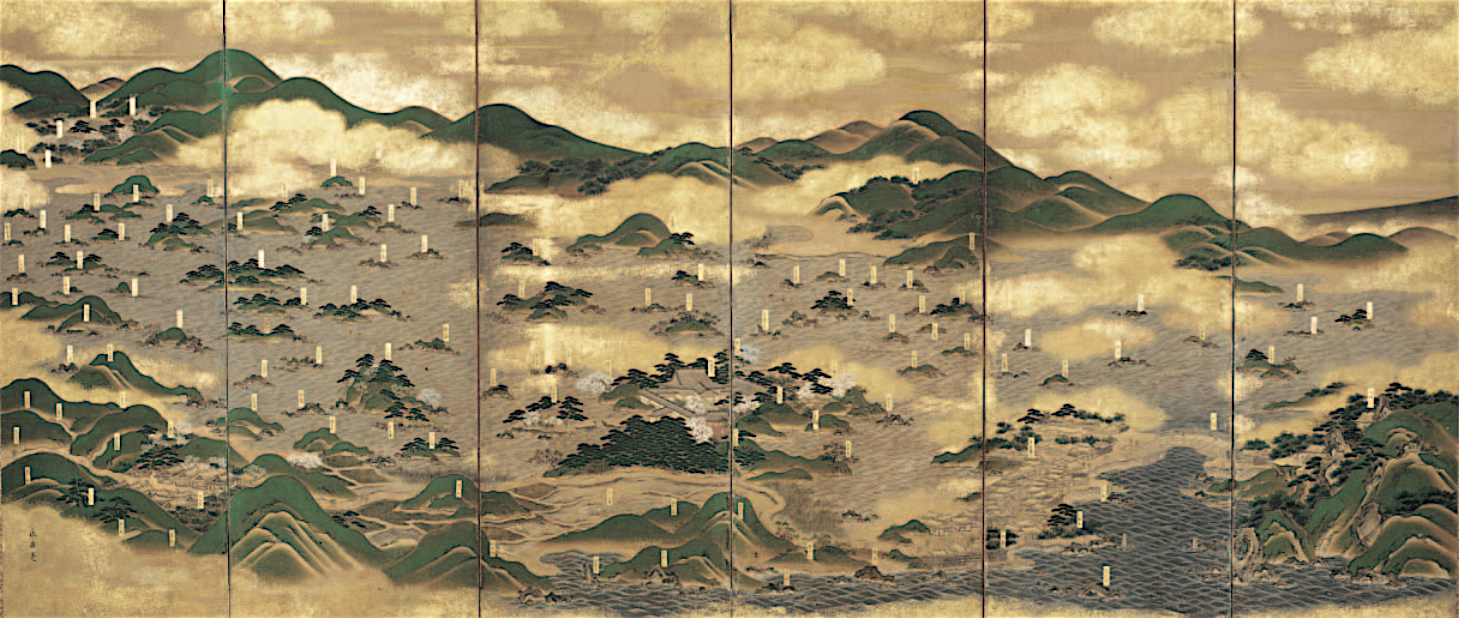
象潟地震で隆起する以前の、象潟の様子が描かれた屏風。真澄は隆起する以前の象潟を訪れている。

父は白井秀真（秀順）。三河国生まれ。出身地は現在の岡崎説（柳田國男）と豊橋説（白井梅里）の両説あり。少年期に岡崎城下成就院の稚児となり、三河吉田藩の植田義方（賀茂真淵門人）に国学を学んで学問に目覚め、和文や地誌の修行を積む。その後、尾張国に遊学して、河村秀根・丹羽嘉言を師として、国学・本草学・写生などを学んだ。天明3年（1783年）郷里を旅立ち、信濃・越後を経て出羽・陸奥・蝦夷地など日本の北辺を旅した。信濃では『伊那の中路』を初めとする紀行や随筆、陸奥・出羽では『霞む駒形』『率土が浜つはひ』『秋田の仮寝』『小野のふるさと』といった紀行や素描本を綴り、蝦夷地ではアイヌの人々の生活を『えぞのてぶり』に写した。

蝦夷地から下北半島を漫遊、寛政7年（1795年）より7年間、弘前藩で採薬御用などを勤めたが行動不審を問われ日記や紀行を押収され軟禁に処された。享和元年（1801年）に久保田藩（秋田）に移り、那珂通博・高階貞房・鳥屋長秋などの知遇を得る（司馬遼太郎は、真澄が久保田藩に留まったことが、その著作の散逸を防いだと指摘している）。その後も数多くの紀行や図絵集、随筆や地誌などを編むが、文政12年（1829年）仙北郡角館で客死し、親交のあった古四王神社社家鎌田正家の墓所の隣に葬られた。真澄の死については、神代村梅沢（現在の仙北市田沢湖梅沢）で病の床について亡くなり、遺骸を角館の神明社に移した後に死を公表して、その後秋田に運んだとする説もある。

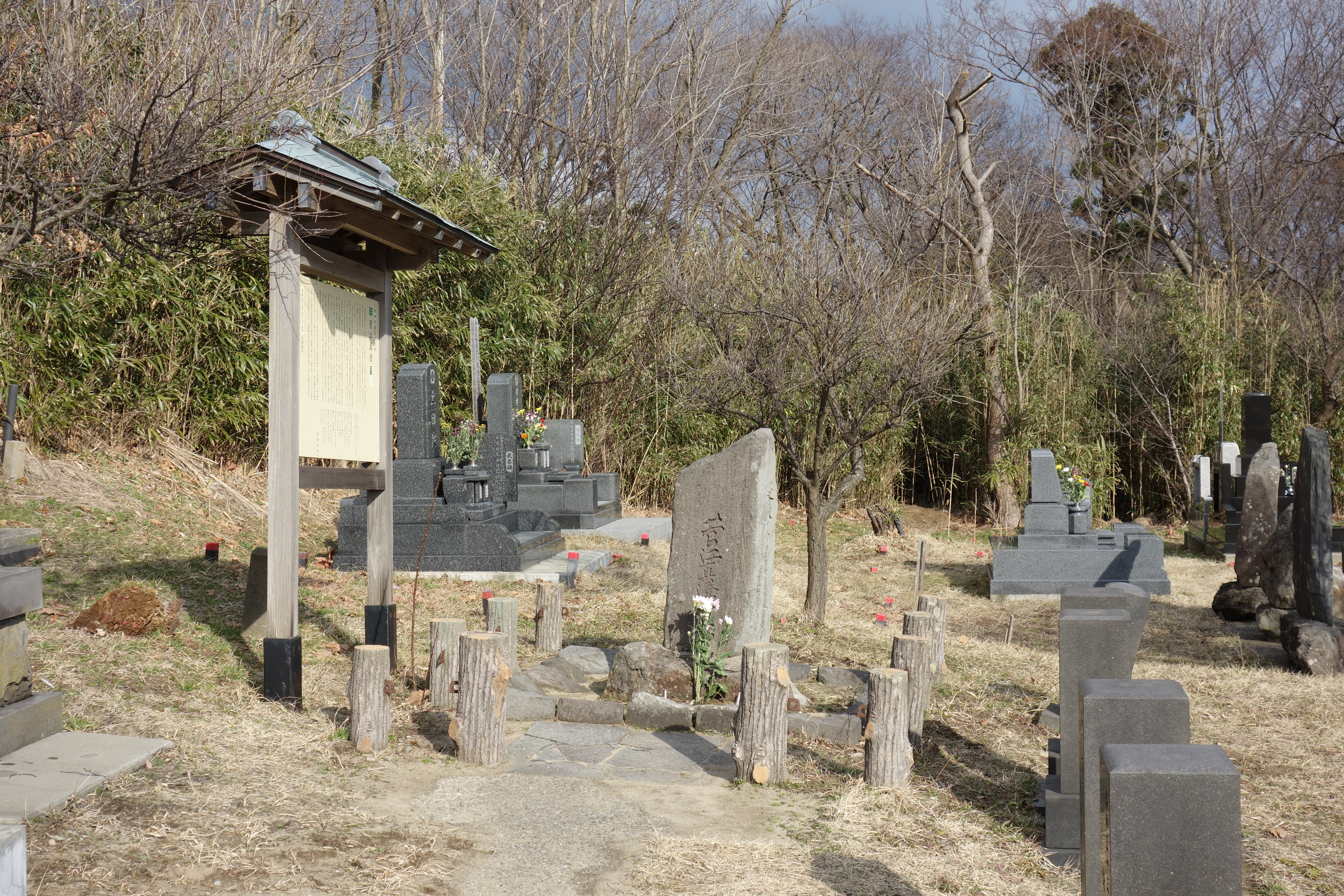
菅江真澄翁の墓

秋田市寺内にある菅江真澄翁墓は、墓碑正面中央に「菅江真澄翁」と陰刻され、その周囲に真澄と親交が深かった国学者・鳥屋長秋による万葉調の挽歌が彫られている。右側面には没年月日と享年が「文政十二己丑七月七月十九日卒年七十六七」とある。墓石は、当初は南向きであったが、隣接する墓所を通って参拝することになるため、1909年（明治42年）に西向きに変えられた。1962年（昭和37年）に秋田市史跡第一号に指定され、2014年（平成26年）3月25日には、秋田県指定史跡に指定された。

### 菅江真澄の肖像画について
1928年（昭和3年）9月、秋田考古会が柳田國男を招き、南秋田郡寺内村（現秋田市寺内）の古四王神社で菅江真澄百年祭を行った。このとき、真澄関係資料の目録が編集され、真澄の肖像画と伝えられる肖像の模写が4軸も出品されている。しかし、現在確認されている肖像画は1軸のみである。10歳余りのころ、実際に菅江真澄に会った石井忠行はこの肖像画を見て、「像の顔は赤く少し肥えている方だが、自分の記憶では真澄の顔は青白く、背丈は低い方でやせていたので、像とは印象が違う」と感じ、真澄の歌友であった西勝寺の隠居に尋ねたり、彼の知人にも話を聞いた結果、菅江真澄は背が低いが肥えた方で、顔色は白かったということであった。

## 著作物

### 著作物の保存と活用
真澄の著書は存命中の文政5年（1822年）に明徳館に献納された（同館事業として編纂された『雪の出羽路 平鹿郡』『月の出羽路 仙北郡』含む）。1871年（明治4年）に明徳館本は佐竹家に移管され、1944年（昭和19年）には個人の所有となり、その後秋田県立博物館の寄託資料（所有者は個人のままである）となり、現在に至る。1957年（昭和32年）には『自筆本真澄遊覧記』89冊として秋田県有形文化財となり、1991年（平成3年）には国の重要文化財となっている。
真澄没後に書斎に残された著書は墓碑建立に協力した人に形見分けされたが、明治期に、旧久保田藩士・真崎勇助によって収集され、のち栗盛教育財団に寄贈された。現在は、大館市立栗盛記念図書館蔵となっており、1958年（昭和33年）には『菅江真澄著作』46点として秋田県有形文化財に指定されている。このほか、全国各地や秋田県内の図書館や博物館に所蔵されている書籍等がある。豪農奈良家の別家の息子であった石川理紀之助も文書を収集している。
秋田県立博物館は真澄研究の拠点として、1996年（平成8年）に「菅江真澄資料センター」を創設した。

### 著作一覧
著書名は万葉仮名で表現されており、同じ著書でも複数の表記の揺れがある。また、書名のみが知られる未発見本も数多い。

#### 天明年間
- 委寧乃中路（イナノナカミチ） - 1783年（天明3年）3月中旬、信州飯田から天龍川右岸に沿って北行し、中仙道洗馬宿から5月24日、本洗馬に到着し、長興寺近くの釜井庵（かまいあん）を拠点として近辺を遊覧した12月半までの日記。信濃以前の日記は盗賊に盗まれた。釜井庵は現存し本洗馬歴史の里資料館として当時のままの姿で残されている。
- わがこゝろ - 1783年（天明3年）8月13日から数日間に本洗馬を発って、姥捨山で月を見て、善光寺に参拝した記録。歌が主になっている。
- 洲輪の海(スワノウミ) - 1784年（天明4年）1月15日の諏訪神社「御頭祭」を見るため本洗馬を発ってから諏訪湖畔や高遠を訪れた、5月24日までの記録。『ふてのまゝ』の中に収められている断篇で、写本の「秀雄北越記本」と「熊谷本（熊谷岱蔵旧蔵）」が現存する。
- いほの春秋（イオノハルアキ） - 1784年（天明4年）春に本洗馬の可摩永（釜井）という家で、信濃国に来てから経験した一年間を四季折々の自然の推移と人生の諸相を織りまぜて随筆風に描いた作品。本洗馬の民俗が記録されている。
- 來目路乃橋（クメジノハシ） - 1784年（天明4年）6月末に本洗馬を発って、松本を経て、筑摩の湯を見て、穂高神社に参詣し、有明山の麓を通り、登波離橋を訪れ、曲橋を渡り、仁科神明宮に参詣し、姨捨山を越えて善光寺に参拝して戸隠山に登り野尻湖を見て関川を越えて、7月30日に越後国新井まで出た紀行文。曲橋を久米路の橋ともいうところからこの書を名付けたとある。
- 齶田濃假寝（アキタノカリネ） - 1784年（天明4年）9月初に鼠ヶ関から鶴岡に入り、羽黒山に参拝し最上川を下り、酒田、吹浦村、象潟、本荘、矢島町、西馬音内を経て雄勝郡柳田村に達し草薙家に逗留、雪の中で新年を迎えるまでの日記。
- 小野の古里 - 1785年（天明5年）春に雄勝郡に滞在中、湯沢院内銀山等を見学し、小野小町の生地との伝説がある上関村を訪問した日記。土地の風俗が詳細に記録されている。（その後横手、角館、阿仁鉱山、萩形、久保田、追分、男鹿、能代、岩館と移動したと思われるが、その間の日記は発見されていない。）
- 楚頭賀濱風（ソトガハマカゼ） - 1785年（天明5年）8月中の紀行文。秋田と津軽の境である木蓮寺から筆を起こし、深浦を過ぎ、奥入瀬から山中に入り見入山観音堂に参拝、鰺ヶ沢、五所川原、弘前に入って土地の文人と交わり、黒石から浪岡では盗賊狩りの話を聞き、青森に出て北海道に渡ろうとするも善知鳥神社の占いの結果や、天明の飢饉により松前藩から逃げてきた物貰いの集団を見て断念する。大鰐温泉から矢立峠を越え秋田藩長走で宿を取り、扇田村に宿泊し、十二所を越え鹿角との境の沢尻村で滞留した日記。津軽藩の床前では、天明の飢饉で餓死した人の骨が積み上がっているのを見て、長走村の近くでは津軽から秋田に逃げてきた乞食の一家に、なにがしかの銭を与えた。
- けふの狭布（ケフノセバヌノ） - 1785年（天明5年）前の日記に続いて盛岡藩に入り、鹿角郡の錦木塚を見て村長から狭布のいわれを聞き、花輪では紫根染めの話を聞き、大里では「錦木山観音由来記」を手に入れている。さらに、小豆沢の大日霊貴神社に参拝しだんぶり長者の由来を聞く。湯瀬に宿泊し、田山村では盲暦を記録し[注釈 1]、浄法寺村の観音堂や末の松山等を見学し沼宮内に入り、さらに巻堀村で金勢明神を見て、盛岡を経て花巻では宿泊した医師の家の火事に遭い、黒沢尻町で和賀神社に参拝し、仙台藩（旧江刺市）片岡まで移動した紀行文。
- 霞む駒形 - 1786年（天明6年）正月からの日記、前沢駒形の庄、村上良知の家にいて、この地方の正月行事や中尊寺の祭りの様子が詳細に記録されている。1月20日には毛越寺の祭典があった。真澄はまず中尊寺の金色堂を参拝した後に、夕暮れになって毛越寺に参拝し祭典の様子を詳細に記録した。鶴形の風習、弁慶の墓の印を見る。26日達谷村の山王の岩屋（達谷窟）を見る。27日毛越寺の旧蹟を見に出かける。28日に毛越寺の僧が比叡山に登るので、真澄は故郷への手紙を依頼した。2月7日中尊寺に出かける。
- はしわの若葉 - 1786年（天明6年）4月から6月の日記。大原（一関市大東町）の芳賀慶明邸に宿をとりながら付近の桜を見物し、正方寺や黒石寺に詣で、（一関市）山の目の配志和神社に詣でた。4月27日に植田義方からの手紙が届いている。6月前沢の鈴木家で家系の由来を聞き、大原に戻り室根山に登る。
- はしわの若葉続 - 1786年（天明6年）7月大船渡に出て気仙沼につき、五十鈴神社の管弦窟を見て、大島に渡り、8月には山の目に戻る様子が記録されている。8月11日からは山の目を出て、石巻を通り松島に着いた。渡月橋を通って、雄島で月を見る。瑞巌寺に参拝し、舟で塩竃に上陸、塩竃神社や多賀城跡を見学し、「宮城野」や「末の松山」「十府」などの歌枕の地を見学し、9月18日に山の目に戻る。この一巻は仮題である。
- 雪の膽澤邊（ユキノイザハベ） - 1786年（天明6年）10月から12月までの日記。陸中山目の大槻氏に滞在し、前沢や水沢辺の知友の家を往来している。この年は、藤原秀衡の600回忌が中尊寺で行われたため、数々の儀式があった。

（この書の後の天明7年から天明8年5月までの行動は明らかになっていない。ただ、松島をさらに2度訪れて、福島の安積沼や安達ヶ原、都都古別神社を訪れたとも考えられる）
- 委波底迺夜麼（イワテノヤマ） - 1788年（天明8年）6月北海道旅行を決心し、前沢の旧知と分れ北に向かった紀行文。水沢では塩釜神社の神主の家に泊まり、鎮守八幡神社に参拝し、船に乗って北上川を北上した。岩谷堂では3年ぶりに知り合いの家に泊まり、子安観音の祭りを見る。国見山極楽寺に参拝し、山頂から周囲を展望する。南部藩に入り、赤石明神に参拝しさらし首になった罪人の様子を記録する。盛岡では、小舟を連ねて橋にした橋船を見て、そこで盲人夫婦のいたこを見る。雲のため岩手山は見えなかったが、急に晴れて山頂が見えた。盛岡で浪速の芸人の鬼吉と同行することになった。渋民村から沼宮内を過ぎ、御堂村で宿を取る。小鳥谷村を過ぎ一戸で宿を取る。浪打峠を通り二戸を過ぎ、金田一村を過ぎ朝水村のいわれを記録する。五戸では三湖伝説を記録し、荒涼とした三本木平野を過ぎ、千曳神社に参拝して「千曳の石物語」を記録する。野辺地で宿を取り歌枕の「尾駮の牧」場所を確認する。盛岡藩と弘前藩との境である野辺地狩場沢で筆を止めている。
- 率土が濱傅ひ（ソトガハマヅタヒ） - 1788年（天明8年）前の日記に続いて、青森湾の南西部に沿って、小湊、津軽半島の三厩村までの日記。沿道の写生画が多い。途中善知鳥神社に3年ぶりに参拝している。三厩からは8月13日の暮れに小舟に乗り、翌日早朝福山につく[注釈 2]。

#### 寛政年間
- 蝦夷喧辭辨（エミシノサエキ） - 1789年（寛政元年）4月から6月に、福山から北海道久遠郡せたな町の太田権現までを往復した時の日記。江差までは陸路を取り、そこから舟に乗り久遠村という蝦夷のコタンに到着する。ここで蝦夷の様子や風俗を記録し、太田権現に参拝した。帰路、天の川に来た時にクナシリ・メナシの戦いを伝える早馬に出合う。太田権現には現在は現存していない多数の円空仏を見たと記している。
- 昆布苅（ヒロメカリ） - 1789年（寛政元年）11月中ごろ、今の函館から福山までの海岸を歩いた上下2巻の記録。上巻の文章は発見されていない。アイヌ人の生活を記録している。別に「廣布乃具」という書もあり、共に正確な図に満ちている。
- 蝦夷乃手布利（エゾノテブリ） - 1791年（寛政3年）5月24日福山から、東方向への旅にたった。半分は船旅で沢山のスケッチがある。有珠山、後方羊蹄山に登り、6月11日に虻川に到着した所で日記は終わっている。蝦夷の舟に乗り、家に泊り、生業を尋ね、蝦夷の風俗や言語を丹念に記録している。[11][注釈 3]。ムックリ、イヨマンテ、鶴の舞、ユーカラなどの風習を記録する。
- 智誌磨濃胆岨（チシマノイソ） - 1792年（寛政4年）前半の日記。春と夏の巻がある。松前城下の正月から、次第に春になって野山で遊ぶころまでの季節の移り変わりが描かれている。城内の男女の歌の門人との交流が多い。歌会の中心人物は藩主松前道広の継母の松前文子である。
- 牧の冬枯 - 1792年（寛政4年）10月1日大黒屋光太夫が根室に到着する話を聞く。10月7日、人々に送られて松前を出て、下北半島の奥戸（オコッペ）の港に上陸する。雪の恐山に登り、次々に土地の風雅人を訪ね盛んに唱和し、田名部の町で正月を迎える。
- 於久の宇良宇良（オクノウラウラ） - 1793年（寛政5年）4月始めから6月30日までの記録。佐井村から牛滝港へ小舟で移動。3泊後、小舟で仏ヶ浦などの景勝地を見ながら北上、福浦からは陸路を取り佐井村につく。佐井村でしばらく過ごした後、小舟で南下、今度は福浦から陸路で佐井村に移動。ここで風邪にかかり数日間滞在。回復すると小舟で、大荒川まで移動。ここから源藤城、片貝、脇野沢村まで移動。脇野沢で数日過ごし、川内、城ヶ沢で宿を取り、田名部に到着する。田名部にしばらく滞在し、その間に近辺を遊覧し恐山に登る。恐山大祭の時は、長期間恐山に滞在し宇曽利湖を小舟で遊ぶ。
- 牧の朝露 - 1793年（寛政5年）秋の三ヶ月間の記録。田名部から大畑に移動。大畑ではねぶた流しや七夕を見る。田名部に戻る途中、鵜沢という浜路で菊池成章、菊池清茂らに出合う。易國間（イコンクマ）、大間、奥戸など前年度の冬に歩いた村を再び訪れ、各地の知人と交遊し、途上の珍しい見聞も記録している。易國間では、大黒屋光太夫事件を処理する幕府の役人が同地に宿泊したことを記録している。
- 尾駁乃牧（ヲブチノマキ） - 1793年（寛政5年）冬の三ヶ月間の記録。10月下旬に一旦田名部を出て太平洋岸を南下し、小川原湖の牧場地方を過ぎて尾駁の牧を経て、さらに南下し坪村に行こうとしたが、降雪により断念し再び田名部に戻ってきた日記。桧の皮を灯心としカスベの油を灯火にするなど奥州僻村の冬の生活が詳細に記録されている。「尾駁の牧」も「坪村」も歌枕に関連した地名である。
- 奥乃手風俗（オクノテブリ） - 1794年（寛政6年）正月に田名部に滞在して土地の風俗や行事を記録する。9日より菊池成章と和歌のやりとりをする。2月2日より栗山村から恐山に登る。氷った宇曽利湖の湖上を歩いて渡り、小尽山の小屋で木こりと一緒に杣小屋で眠る。山から降り、城ヶ沢の海岸に着いたところで筆を置いている。

(この年、現在の十和田市から三戸町、八戸市周辺を巡り、『千引の石』や『牧の夏草』を記述したと思われるが、これらは未発見本となっている)
- 淤遇濃冬隱（オクノフユゴモリ） - 1795年（寛政7年）の日記とあるが、実は前年の日記。10月から12月までの日記で、この冬も田名部を出発しようとして、友人からとめられ結局田名部に滞在し、翌春にここを立つことにしたと記している。田名部の菊池成章と歌の贈答をしたり、日記を見せたりし交流を深めている。
- 津軽の奥 - これは所有者が後で付けた名前。切れ切れの数編の紀行文が合綴されている。1795年（寛政7年）3月22日に南部領を去り、津軽領に入り小湊や浅虫の村々を巡り花を見た記録、11年ぶりに弘前や黒石の周辺を訪れ文人と交流し、11月末に青森に引き返した記録、1796年（寛政8年）正月に浅虫温泉に滞在し正月行事を記録し、13日からは小湊の小正月行事を見学、2月に小湊を発ち岩木山に登り、さらに岩木山山麓の村々を巡り、弘前方面に遊歴した記録からなる。
- 栖家乃山（スミカノヤマ） - 1796年（寛政8年）4月半ばから5月20日までの遊覧日記。青森付近の三内の千本桜を眺め、この村の堰から出土した土器を記録した[注釈 4]。史跡を巡り風俗を記録して、さらに南下し浪岡町や水木を通り、黒石に着き筆を置いている。この本は六郷町の竹村家の写本のみが現存している。大正時代に秋田県立図書館が竹村家から購入している。
- 外濱奇勝（ソトガハマキショウ） - これも幾つかの紀行文を集めたもので、表題も後人が付けたもの。過去の所蔵主の印章や加筆が多い。1796年（寛政8年）6月に弘前を出て北津軽に遊ぶ。行きは十三湖の東岸の路を行き、竜飛岬の先端を巡り小泊村に一泊、帰りは湖西の屏風山下を経て、7月6日に鰺ヶ沢の港についた。その間、安倍氏の遺跡を探り、源義経の伝説を記述し、十三湖の風景を記録している。さらに7月16日に12年前に通った深浦から秋田藩への道を境の大間越の近くまで歩いている。また、1798年と思われる3月過ぎに小湊を出て弘前に至り、5月半ばに弘前を出て岩木山に入って薬草を採り、尾太鉱山の廃坑を見て山上の杣小屋に山子と共に寝て、一昨年の冬に見た暗門の滝を眺め、深浦に入り、7月始めに深浦を出て赤石村の宿に達する。この本は句仏の印章があることから、真澄が津軽から去った後は、友人である弘前の俳人三谷句仏(みたにくぶつ)が保管していたと考えられる。1840年に句仏は江戸に帰る山鹿高厚(やまがたかあつ)に餞別としてこれを贈った。1922年青森市在住の画家・佐藤蔀(さとうしとみ)のもとに「外浜奇勝」の直筆本が東京神田の古書店に出ていることが伝わり、佐藤はこれを入手。その後、この本は2012年3月に青森県立郷土館に寄贈された。
- 雪乃母呂太奇（ユキノモロダキ） - 1796年（寛政8年）10月末、深浦から岩木山の山麓を巡り、11月1日山奥にある暗門の滝を見学した紀行文。再び深浦に11月10日に戻り残りの冬を過ごす。
- 津介呂廼遠地（ツガロノヲチ） - 1797年（寛政9年）正月元日から、6月1日までの日記。深浦の町の富豪若狭屋の俳人竹越里圭は真澄の最も親しい友人であった。そこに5月7日まで滞在し、地区独特の正月や節句の行事を見る。さらに鰺ヶ沢から弘前に出て多くの旧友を訪ね、藤崎町で安倍貞任の次男と言われる高星丸（たかあきまる）と唐絲姫の遺跡を探り、水木村では毛内家に挨拶し、6月1日夕顔堰村の今氏の家で病に伏し筆を置いている。
- 邇辞貴迺波末（ニシキノハマ） - 津軽藩時代の数編の小紀行文を順序もなく合綴したもの。藤崎村や弘前周辺の正月風景を記述したもの。五所川原の2月の風景。1797年（寛政9年）6月17日より藩命を受けて医師達と薬草取りに同行し、阿闍羅山付近や、蟹田村や平舘村周辺の薬草を採取した記録。年代は不明だが、8月半ばに弘前を出て9月半ばまで鰺ヶ沢に滞在、友人と交遊すると共に、花山院忠長、羽笠、古燕等の古跡を偲んだ記録。
- 追柯呂能通度（ツガロノツト） - 1798年（寛政10年）2篇の日記と2小篇の随筆を1冊にしたもの。正月元日から同20日まで（平内町）童子村に滞在して正月行事を記録したもの。黒石から獅子沢の獅子頭石を見物したもの。随筆は津軽地方の鱈漁と、黒石付近出土の土器について考察したものから出来ている。
- 櫻狩紅葉狩（サクラガリモミジガリ） - 「さくらかり」は津軽の有名な桜の絵10枚が描かれている。「もみじがり」は1798年（寛政10年）8月半ばに十三湊から弘前に移動し初雪に遭い、黒石から花巻、中野のもみじ山、板留、沖浦まで移動し各地で紅葉狩りをして、藤崎まで帰った記録。

#### 享和年間
- 雪の道奥雪の出羽路 - 1801年（享和元年）津軽から出羽に入った記録。深浦の竹越氏や多くの人に送られ、途中岩館村でハタハタ漁の様子や伝説等を記録、能代に11月6日に到着した。能代では6日間滞在し、山王社や住吉社の縁起を詳細に記録した。一日市に一泊し、13日に土崎湊に来て滞在した。津軽藩から土崎まで真澄を見送りした人もいる。年の終わりに雪ぞりに乗って久保田城下に入った。市内の市場の様子を記録する。
- 辭夏岐野莽望圖（シゲキヤマモト） - 1802年（享和2年）3月から6月までの日記。山本郡を夏木立の茂き時に見たということで命名したとある。(合川町)木戸石を出て、七座山に登り、小繋村から高岩神社に参拝し、藤琴村から山間の滝を見て太良鉱山を視察、さらに鉱山の祭典を見る。帰路、水無沼で平衛之の老妻に会う。藤琴村に一旦戻り、5月5日からは小舟で米代川を渡り（二ツ井町）仁鮒に移動し、さらに小懸から鬼神に移る。鬼神ではここが小栗判官が乗った馬の産地であるという伝承を記録する。6月1日にはまた藤琴村から北上して粕毛川の奥にある素波里神社と不動の滝を見る。再び藤琴村から大良鉱山を訪ね、津軽藩との境界近くの山々にまで足を踏み入れている。心を込めた絵が多い一編である。
- 雪能飽田寝（ユキノアキタネ） - 1802年（享和2年）10月以降の阿仁山村の旅行記。10月阿仁鉱山の一つである真木鉱山から記録を始める。二ノ又から雪中の森吉山に登る。積雪のため森吉神社まで登り石積みの塔を見てそこから引き返す。そのとき、鳥海山は噴煙を上げていた。11月末に一ノ又鉱山から小又川沿いに遡行し、湯の岱に一泊して白糸の滝を見学する。桐内で魔除けの藁人形を記録し、米内沢に一泊し、湯の岱温泉を経て、独鈷（どっこ）大日堂に参拝し、大滝温泉まで移動した日記である。
- 秀酒企乃溫濤（ススキノイデユ） - 1803年（享和3年）正月から5月までの日記。大滝温泉を芒の湯ということでこの冊子を名付けたとしている。大滝温泉に滞在して土地の風俗行事を記録し次に十二所の長興寺に参拝し、マタギ言葉を記録する。扇田村で武田敬夫と和歌の贈答をする。武田と共に砂子沢峠を越えて昨年の冬に見た白糸の滝の夏の風景を観賞する。帰路、大葛鉱山では『万会物語』や『嘉左衛門清七の物語』を記し、鉱山の様子や風俗を記録している。森合では北限の茶の銘々を行い、長泉寺を訪ね縁起を聞いた。
- 贄能辭賀樂美（ニヘノシガラミ） - 1803年（享和3年）6月1日北秋田の扇田を出発し、旧蹟を訪ねながら仁井田村の古跡で藤原泰衡を弔って、出川村に滞在し、大館で秋田実泰が怪物を斬った伝説を記録し、乱川を横切り釈迦内村の里で語られる最明寺時頼の伝説を偲んで、松峰山に登り修行の場を見学する。さらに、花岡村から櫃崎(ひつざき)村の丸山定政の家に宿を取った。
- 浦の笛瀧（ウラノフエタキ） - 1803年（享和3年）の暮から次の年の夏まで、能代付近の遊覧を飛び飛びに記録したもの。後年自著に編集したと書いている。1803年の末に（合川町）川井村にいた。川井村と李台の正月行事を記録する。1806年（文化3年）4月能代方面から岩館方面に遊覧した。能代の住吉八幡の藤を見た後、萩の台から、長崎に出て五月雨沼の五月雨大明神に参拝する。5月には向能代に出て杉沢で薬草を採り、熊野神社に参拝し、杉沢の泉、岩館の山々を記録している。白瀑神社や尼子の不動尊に詣でている。岩館の笛滝には2度訪れ絵を描いている。

#### 文化年間
- 阿仁迺澤水（アニノサワミズ） - 1804年（文化元年）阿仁鉱山方面の写生画集。文章は現在未発見となっている。また、絵にも注釈がないものが多い。二ツ井町、合川町、森吉町、阿仁町の絵図からなっている。
- 恩荷奴金風（ヲガノアキカゼ） - 1804年（文化元年）8月14日に久保田の應供寺を出発し土崎に一泊、そこから天王で東湖八坂神社で一年の行事を記録し八郎潟に舟を浮かべて月を観賞する。続いて船越から、脇本村を通り金川の羽立に至り、船川を経て寒風山に登る。引き返して、脇本城跡を通り船越から天王に帰った。24日には再び男鹿半島に渡り、脇本城跡の天満宮に参拝、船川、椿の浦を通り小浜で一泊し、門前から日積寺を参拝し寺の縁起を聞く。南磯から引き返して、石清水、賀喜石、蘇武塚を見学し天王に戻る。9月には天王を出発し、船越から払戸、角間崎を経て（若美町）鵜の木で宿泊し、滝の頭、芦崎を経て、（八竜町）浜田で一泊し9月21日に能代に至るまでの日記。この冬は能代に滞在していることを記している。
- 美香弊乃譽路臂（ミカベノヨロイ） - 1805年（文化2年）7月（大館市）櫃崎村や出川の風俗を描き、（合川町）川井、（鷹巣町）上舟木で一泊し、明利又で比内浅利氏の古碑を見て、山を越え（森吉町）様田の吉田氏の家に泊る。吉田氏に誘われて森吉山にる。一の腰側から登り森吉山山頂を初めて極めた後、栩木沢に降りる。戸鳥内で畑から出土した人の顔のような土器を見る。これを真澄は鎧と解釈して本書の銘にしている。中村では5つの不思議な石を見ている。打当、戸鳥内、鳥越と宿をとり、マタギの集落である根子で祭りを見て、萱草、荒瀬から銀山で宿を取り、水無から舟に乗り米内沢を経て川井につく。閏8月に川井から舟にのり（二ツ井町）薄井村の秋林家に宿を取る。仁鮒では銀杏山神社の銀杏の古木を記録し、切石では塩の井戸を見て兜神社に参拝する。米代川を渡り鎧神社に参拝し、比井野の清徳寺で顕彰碑を筆写し、9月には（合川町）沢羽立から（二ツ井町）田代で一泊、田代の風俗を記録し、田代潟の紅葉を見物、鍵懸（かんがけ）の大ブナの木を見て、千の台、鸚鵡石、小掛、仁鮒を通り米代川を渡って再び薄井村の秋林家に宿を取る。
- 霞む月星（カスムツキホシ） - 1806年（文化3年）能代に滞留し、2月21日より3月26日まで歌の友人と共に機織を経て、檜山の浄明寺に到着する。住職らと付近の茂谷山に登り鶴形村に一泊する。鶴形村から朴瀬村に米代川を越えて移動し、近辺に築法師（つくほうし）という集落を見て、その名の由来が安倍貞任の子で津軽藩藤崎に逃げた高星丸の子である月星がこの集落に隠れ住んだ伝説によることを知る。向能代を経て、能代に戻る。3月小友沼を経て檜山に着き、古四王神社に参拝する。桜を見ながら（山本町）達子まで移動し、長面の近藤家に着く。宮の目でうば桜を見て、小町では小野小町の昔を偲んだ。（琴丘町）落合で房住山の昔話を記録する。上岩川を通り、師走長根で松ヤニを採っている人に出合う。十八坂を越え浦城跡を記録し、（五城目町）浦横町に宿を取った。ここから引き返し高丘山に登り、真坂から天瀬川を通り鹿渡で火災に遭遇、森岡から檜山を通って能代に戻った。さらに、能代から米代川を渡り、丑首頭(うしのくびと)で桃や桜の花を見た。丘の上に登ると遠近に花々が咲いている様子が見え、また遠くに築法師の集落が見えた。季節の移り変わりのうちに築法師を見てこの本の銘としている。仁井田で倫勝寺の舟繋ぎの木を見て、小友沼で休み、檜山の天神様の祭りを見て、霧山に登り、浄明寺に泊りまた能代に帰った。
- 雄賀良能多奇（オガラノタキ） - 1807年（文化4年）3月、（八森町）岩館の笛滝を海から眺め、三内に上陸する。修験宅蔵院を訪ね、白滝を訪れ滝の上からスミレを写生する。本館では武田氏の悲話を聞き位牌を眺め涙した。新屋敷では中国まで漂流した吉太郎と会って話を聞く。（峰浜村）目名潟に泊り雄山権現では珍しい獅子頭と川を渡った所にある板碑を記録する。水沢川上流の手這坂を見て「桃源郷」と評価し、大久保台、鳥形、強坂、上強坂、横内、河内、石川を過ぎ、（能代市）常磐、わかし湯で賑わう大柄を経て、大柄の滝（おおがらのたき）を遊覧しこの本の銘とした。（二ツ井町）岩坂で一泊し、梅内の和光院を見て、切石で米代川を渡り、富根で昔は仁井田、鶴形、塩千田が皆海であったという話を聞いて能代に着く。5月能代から金光寺を経て豊岡の藤の井権現に参拝する。女達子から長面の長伝寺に泊り、風俗を記録する。さらに、鹿角郡の温泉に行こうと、能代を旅立った、（鷹巣町）では般若院英泉のこと、大館では蝦夷地警備のため兵士で一杯であったことを記録している。さらに長木川をさかのぼり、小雪沢の関所を越え、雪沢から鹿角郡（狭布郡）に入る。
- 錦木（ニシキギ） - 1807年（文化4年）5月鹿角郡に入り前半四分の一が鹿角郡毛馬内付近をめぐった夏の日記の断片や錦木塚に関する他人の詩歌六編、錦木塚周辺の図絵からなっている。後半は主に津軽藩内の絵図からなっている。鹿角の染物や鍛冶、良い酒があることを記録し、毛馬内には月3回市が立つ豊かな町であることを記している。月山神社に詣でようとしたところで終わっている。
- 十曲湖（トワタノウミ） - 1807年（文化4年）8月十和田湖に遊んだ紀行文。1910年7月に石川理紀之助によって仙北郡西明寺村の齋藤邸で発見された。8月、小坂町から鳥越の疫病除けのまじないを見て藤原に到達、七滝明神に参拝し、級の木（しなのき）長根で十和田湖を見た。鉛山鉱山に宿泊、休屋で南祖坊と八郎太郎の物語を聞く。南祖坊を祀る十和田神社に参拝し、休屋の山小屋でキノコ取りのマタギ達と一泊し、発荷峠を越え、大倉を経て、鴇（ときとう）に一泊し毛馬内まで帰った。9月には、大湯を経て菷畑の家に泊る。止滝、中滝、銚子の滝を巡り、再度紅葉の十和田湖を見る。
- 千代の色 - 1809年（文化6年）1月から3月の日記。『菅江真澄全集』[13]では「笹ノ屋日記」として翻刻されている。
- 夷舎奴安装婢（ヒナノアソビ） - 1809年（文化6年）夏から秋にかけての書。南秋田郡五城目町周辺で付近の名所旧蹟を遊覧した。今戸の浦の実相院で多くの板碑を見て、五城目では石仏を見た。詳細にここで『石地蔵大士の記』を作っている。また、各地の盆踊りの歌詞を記録し、番楽舞の様子や歌詞や使われている面を記録している。また、天瀬川で織田信雄の旧蹟を訪ねた。
- 鄙廼一曲（ヒナノヒトフシ） - 1809年（文化6年?）これまでの旅で集めた民謡の記録。記録されている歌は、田歌や山歌、船歌、念仏踊歌をはじめとする当時の庶民によって歌われた民謡である。
- 氷魚の村君（ヒオノムラギミ） - 1810年（文化7年）正月ごろの日記、南秋田郡を旅した日記。（五城目町）谷地中から、（井川町）今戸に移動しそこから八郎潟の冬の氷下網漁を記録している。その後、（琴丘町）鯉川からも氷下網漁をみている。この書から「菅江真澄」を名乗り始めた。
- 恩荷能春風（オガノハルカゼ） - 1810年（文化7年）3月20日から5月上旬の日記。五城目の谷地中を出て（八郎潟町）小池、（琴丘町）天瀬川、（八竜町）鵜川、芦崎と移動し、芦崎では姥御前の縁起を聞いた。一旦能代に入り以前から世話になっていた伊東氏の墓に詣で、また芦崎を経て大谷地、（若美町）申川、（男鹿市）谷地中まで移動する。続いて、真山集落から男鹿真山、男鹿本山に登り真山神社に参拝した。神社では薬師の祭りで多くの老女が夜通し集まっていた。西水口に宿泊し大滝を見て、一ノ目潟や二ノ目潟を見て、また水口に戻った。北浦の日吉神社で縁起を聞き、松菊舎に泊る。松菊舎の案内で、染川城址、下鶴田の五輪台を見て、安善寺を見る。松菊舎から鹿小田、地蔵坂を通り湯本で宿をとり温泉に入り、湯の尻まで移動する。
- 小鹿の鈴風（オガノスズカゼ） - 1810年（文化7年）5月中旬から7月下旬の日記。男鹿半島の北浦を出発し野村、湯の尻に移動、北磯、平沢まで移動する。北磯では山田の田植え歌や五月飯の習俗を記録した。畠崎が玄慧法師の出身地であることを聞き法華経を書いた石塔を見て、水島に渡り、畠崎から戸賀につき、浜塩谷、浜中、塩戸につくまでの日記。宮嶋などの奇景を描いている。
- 牡鹿の嶋風（オガノシマカゼ） - 1810年（文化7年）7月13日から7月17日までの日記。男鹿半島の塩戸を舟で出て、加茂、青砂の盆踊りの風俗や風景を見ている。そこから船に乗り島を巡って白糸の滝、大桟橋、小桟橋の奇巌を見つつ、潮瀬から赤神、赤城の洞窟を探り、6年ぶりに門前村に至る。日積寺に詣で寺の縁起を記録した。
- 牡鹿の寒かぜ（オガノサムカゼ） - 1810年（文化7年）7月18日から次の年の2月1日までの日記。門前村を出て脇本に着く。脇本では天満宮に詣で、真山神社への参拝の様子を聞く。9月27日に野村で男鹿大地震に遭遇する。島田にしばらく滞在し大地震前後の状況を詳細に描写している。10月安全寺に移動し、真山神社に参拝、三森に宿泊、中石の洞昌寺では地震で寺が崩壊した後に、仮の庵に住む住職と和歌を交換した。（若美町）宮沢の畠山家ではなまはげの奇習を絵図と長文で記録している。
- のきの山吹 - 1811年（文化8年）春から夏にかけての紀行文。南秋田郡金足村小泉近辺に居を定め、豊川や飯田川町、下新城、五城目、仁鮒の古跡名勝を訪ね風俗を書き記したもの。ここで奈良家に出入りし、久保田藩の学者である那珂との交遊も始まっている。弥生の末近くに、山吹を折って家々の軒を葺く地区の風習を見てこの冊子を命名した。
- 勝手能雄弓（カツデノヲユミ） - 1811年（文化8年）8月那珂道博や江田、広瀬などの友人と、勝手神社（秋田市太平黒沢旭川）に参拝した紀行文。南朝の忠臣藤原藤房の旧蹟などを詳細に考証している。『花の出羽路』に収録されている。
- しののはぐさ - 1811年（文化8年）以前から書きためた随筆をまとめたもの。全部で34篇からなる。
- 水の面影 - 1812年（文化9年） 秋田市寺内地区を巡り、秋田城などの周辺の旧蹟などを紹介した文章。能代市の安濃家に真筆本上巻が保存されていることを、菅江真澄研究家の内田武志が発見、1946年に借覧して写真を撮り、全文を写し終わってまもなく返却したが、その後1949年の能代大火で真筆本は焼失した。下巻は不明である。
- 月廼遠呂智泥（ツキノオロチネ） - 1812年（文化9年）春から南秋田郡寺内村付近を往来していた真澄が、（秋田市太平）目長崎から7月16日に那珂道博他の歌の友達6人と連れだって野田口から太平山に登り、山上の月を眺めた紀行文。オロチネとは太平山の別名。雨の夜であったが山頂で待っている間に雲の中から月光がほのかに照り輝いたのを喜び合っている。『花の出羽路』に収録されている。
- 雪能袁呂智泥（ユキノオロチネ） - 1812年（文化9年）雪に覆われた太平山とその麓の写生。
- 花の出羽路の目 - 1813年（文化10年）久保田藩に提出した、地誌編纂の企画書。数年間の内に書いた日記をまとめたもの。
- 勝地臨毫秋田郡 - 1813年（文化10年）花の出羽路秋田郡の図絵にあたる部分。旭川、手川、新藤田、濁川、添川、松原、藤倉、仁別、上新城、外旭川などの絵。4巻83図からなる。
- 勝地臨毫河辺郡 - 1813年（文化10年）1巻8図からなる。仁井田、上北手、下北手などの絵。
- 雪の出羽路雄勝郡 - 1814年（文化11年）真筆本は失われ、草稿のみが残されている。湯沢市や雄勝郡の地誌。湯沢市の中心部や旧明治村、旧田代村の記述がない。
- 比良加の美多可（ヒラカノミタカ） - 1814年?（文化11年）雪の出羽路雄勝郡の草稿の一部をまとめたもの。（増田町）真人山の伝説と、そこに伝わる鷹についての伝説、こしべの沼伝説、観音寺の伝説、正平寺の縁起などからなる。
- 勝地臨毫雄勝郡 - 1814年（文化11年）7巻100図からなっていたが、院内銀山などの図は削除され92図が藩に献納された。主に秋田県県南の絵図。
- 駒形日記 - 1814年（文化11年）8月に駒岳(栗駒山)を巡った日記。（東成瀬村）桧山台の高橋家を出て朴木台という萱原を進む。足倉山(1083m)を右方に見ながら進むと、赤滝という茶褐色の滝がある。さらに小こおろぎ坂、大こおろぎ坂という険しい山道を進む。大谷地という湿地帯をさらに進み赤川という石が全て黄ばんでいて、水も色づいている川を渡る。本自体は未発見だが、『雪の出羽路雄勝郡』の草稿に断章が残されていた。
- 高松日記 - 1814年（文化11年）9月の紅葉が素晴らしいころに種苗池沢を登る。さらに（皆瀬村）板戸から南西に向かい山を越す。中山を過ぎ(湯沢市)高松荘の坊沢(坊ヶ沢)につく。三途川で昼食をとりさらに進むと道祖神や女陰の形をした石が沢山置かれていた。泥湯川、川原毛川、桑野川の流れが一つになって三津川になっている所につく。さらに進み、川原毛地獄につき、硫黄を採る人の頭の小屋に泊る。そこでは、岩手や宮城、秋田の方言が混じっていることを記録している。夜、雪が降り、それが朝になって溶けたころに出発する。つるはしで硫黄を採っている様子や、温泉の噴出する音を記録し、泥湯温泉に到着する。既に湯治の季節は終わっており小屋は壊されていたが、浴槽や打たせ湯の施設は残っていた。山を下り、桁倉沼を見てその由来を記録する。苔沼や螺沼を過ぎて上新田村に着く。上新田村では足が痛むので1日休み、次の日に外沢、若畑を過ぎ板戸村に至り宿を取る。これは未発見本の『霞の高松』からの抜粋で、『雪の出羽路雄勝郡』の草稿に記述が残されていた。
- 花のしのゝめ - 1815年（文化12年）3月ごろに久保田川反の能登屋山本氏の家を早朝に出て、久保田城東側で五丁目橋から桜を見始め、亀の丁より明徳館の前に出て手形方面に入った。さらに、八橋村を通り実鏡院の花を見て北の丸に入り、その日の朝のうちに近辺から花を買いに来る人々に混じって帰ったわずか数刻の記録。歌を交えた雅文調となっていて、久保田藩主佐竹義和の仁政の逸話を記している。
- 久保田の落穂 - 1815年（文政12年）秋田蘭画の作者である田代忠国に上野の別邸の花見に誘われる。随筆集。古河古松軒の『東遊雑記』を読み、「久保田藩をことさら悪く描写し、亀田藩をことごとく褒めている。何か気に入らないことがあったのだろうか。書物は長い間残るものだから、怒りのままに非難するとは軽率だ」と書いている。
- 菅江真澄翁画（スガエマスミオウガ） - 1817年（文化14年）前半の2丁4図には花輪の図絵が記載されている。後半の5丁には(鷹巣町)小ヶ田から現れた埋没家屋と、発掘品が描かれている。
- 道の夏くさ - 1817年（文化14年）の夏、本誓寺住職の是観、西勝寺住職公教らで詠み合った和歌を収録している。
- おがたのつと - 1818年（文政15年）8月、寺内から土崎を巡り、（秋田市上新城）石名坂の竜泉寺に参拝し、（秋田市下新城）中野の大竜寺を参拝する。これ以降は無くなっている。大潟村の湖東地区を探索したものと考えられる。

#### 文政年間
- 雪の山踰え（ユキノヤマゴエ） - 1820年（文政3年）五城目付近の山村を暮れに巡歴した紀行文。12月10日まで五城目の加賀谷彦兵衛家に滞在し、富津内村の中津又の川の一本橋を渡り、上小阿仁村を目指して旅した日記。蔵王権現の堂で大蛇物語を書いた所の、山越えをする前に文章は後欠となっているが、図絵には雪に埋もれた(上小阿仁村)中茂があり、雪中の山越えをしたことがわかる。
- 上津野ノ花（カヅノノハナ） - 1821年（文政4年）3月の日記。『筆能志可良美』に収録されている。秋田領(大館市)十二所を出発し沢尻から南部領に入り、(鹿角市)土深井、おおながね、十文字から西道口に出て、花輪に着いた。6日には福士川近辺をめぐった。
- 筆の山口 - 1821年（文政4年）冬は久保田城下の本誓寺に滞在、大晦日に茶町扇ノ丁の杉野家に移動。2月まで歌会に明け暮れる。樽山から、明田、横森を経て大戸に移動し松淵正治邸に40日以上滞在した。
- 槻の若葉 - 1822年（文政5年）4月17日松淵正治に誘われて長沼の岸辺を通り、（現秋田駅周辺）長野の久保田藩重臣の小野寺家に入った。僅か半日の記録だが秋田の農業を明るい筆致で描いている。『筆能志可良美』に収録されている。
- 筆能志可良美（フデノシガラミ） - 1822年（文政5年）『笹の屋日記』などを所載する雑纂。『笹の屋日記』は土屋茂村の屋敷にいたが、11月に伊藤鶴斎の家にひさしを掛けた部屋に移る。軒に笹を植えて、笹の屋と称した。師走に僧が海苔と味噌を、石田氏が米を届けてくれる。元旦に古希を迎え、信ずる神や両親の名、旅先で世話になった故人の名をあげ献納する。『氷魚の村君』の草稿の残欠も記載されている。
- 花のいでわじ松藤日記 - 1822年（文政5年）以降の作。1813年（文化10年）3月に訪れた松原、藤倉を紀行文の形に、田中、搦田、濁川、添川の部分を地誌の形でまとめたもの。地誌編集の練習と思われる。
- 花の真寒泉 - 1824年（文政7年） 見聞した各地の清水について、20項目を挙げて故事伝説等を書いている。そのうち16項目が秋田の清水である。
- 雪の出羽路平鹿郡 - 1824年（文政7年）14巻からなる平鹿郡の地誌。久保田藩重臣、岡見順平知康の祖父知愛が書いた『享保郡邑記』を参照している。
- 月の出羽路仙北郡 - 1826年（文政9年）25巻からなる仙北郡の地誌。田沢湖町や西木村は含まれていない。真澄は田沢湖町梅沢で病み死亡する。久保田藩には24巻を提出するが、東京大空襲で焼失している。
- かたゐ袋 - 雑嚢に詰め込むように、見聞したことを記した随筆。前篇は三河、尾張、信濃、出羽、陸奥のことを、後編はアイヌに関することを内容とする。

#### 未発見の著作物
- 月の松島 - 1786年（天明6年） 他に『花の松島』『雪の松島』共に未発見。
- 千島の名殘 - 1790年（寛政2年）頃
- 千引の石 - 1794年（寛政6年）
- 牧の夏草 - 田名部の役人であった菊池成章に千引の石と共に貸し出され、返却された記録がある。
- 瀧の松蔭
- 小田の山もと - 1799年（寛政11年）6月 八甲田山に登り、日本最古の金鉱である「みちのく山」を確認しようとした。弘前藩に没収されたものと見られる。
- 小町の寒水 - 1803年（享和3年）5月に上小阿仁村、琴丘町上岩川を通り、山本町下岩川小町で小野小町伝説を記録する。
- 月の松蔭 - 1803年（享和3年）頃
- 花の眞淸水
- 花の眞阪路 - 1809年（文化6年）
- 浦の梅園 - 1809年（文化6年）
- 久保田のをしね - 1811年（文化8年）
- 麻裳の浦風（オモノウラカゼ） - 1812年（文化9年）
- あさひ川 - 1813年（文化10年）

## 出版
- 『菅江真澄集』秋田叢書刊行會編〈秋田叢書 別集〉、全6巻、1930年-1933年。NCID BN10380672。
- 『菅江真澄遊覧記』[14]全5巻、内田武志、宮本常一編訳
  - 平凡社東洋文庫（54、68、82、99、119）、1965年11月-1968年7月。NCID BN03302034。
    - ワイド版東洋文庫（54、68、82、99、119）、2003-2004年。NCID BA82870857。オンデマンド出版

  - 改訂新版 平凡社ライブラリー（335、341、345、351、356）、2000年。NCID BA46576175。
- 『菅江真澄随筆集』平凡社東洋文庫、1969年。内田武志編
- 『菅江真澄 図絵の旅』角川ソフィア文庫、2023年。石井正己編・解説